# Julius von Pflugk-Harttung

Julius von Pflugk-Harttung

Julius Albert Georg Harttung, ab 1876 von Pflugk-Harttung, preußische Adelsanerkennung 1893 (* 8. November 1848 in Wernikow; † 5. November 1919 in Berlin) war ein deutscher Historiker, Diplomatiker und Archivar.

## Leben

### Familie
Julius war der Sohn des Gutsbesitzers Friedrich Harttung und dessen zweiter Frau Elise. Nach dem Tode des Vaters 1870 adoptierte ihn 1876 sein Großvater mütterlicherseits, Georg Bernhard von Pflugk aus Hamm bei Hamburg.
Im Jahre 1888 heiratete Julius von Pflugk-Harttung in Berlin Margarethe geb. Rading (* 1868). Aus der Ehe gingen drei Söhne und zwei Töchter hervor, darunter Horst von Pflugk-Harttung (Kapitän zur See, 1889–1967) und Heinz von Pflugk-Harttung (Hauptmann; 1890–1920), welche beide am Mord an Karl Liebknecht beteiligt waren, sowie die Schriftstellerin Elfriede von Pflugk-Harttung (1892–?). Die jüngste Tochter Ilse lebte um 1940 in Südafrika. Der jüngste Sohn Waldemar starb an den Folgen des Krieges als Fähnrich 1917.

### Laufbahn
Von Pflugk-Harttung besuchte in Hamburg die Realschule und begann eine kaufmännische Lehre, die ihn auch in die USA führte. Er diente als Soldat im Deutsch-Französischen Krieg und holte die Reifeprüfung nach. Im Anschluss daran studierte er Geschichte und Philologie an den Universitäten Bonn, Berlin und Göttingen. 1876 wurde er in Bonn promoviert, bereits ein Jahr darauf habilitierte er sich und wurde außerordentlicher Professor an der Universität Tübingen.
1886 wurde er zum Nachfolger Jacob Burckhardts an die Universität Basel berufen. 1889 sah er sich zum Rücktritt gezwungen, nachdem er in einer Hamburger Zeitung anonym in einem deutsch-schweizerischen Streit über Zoll- und Asylpolitik gegen die Eidgenossenschaft Stellung bezogen hatte. Als Autor erkannt, wurde er von den Studenten zusehends boykottiert.
1892 wurde er Archivar am Geheimen Staatsarchiv in Berlin und blieb dies bis zum Lebensende.

## Werk
Bekannt war von Pflugk-Harttung für seine außergewöhnliche Forschungsbreite von der Antike bis zu den Befreiungskriegen.
Er gilt als Erforscher des älteren päpstlichen Urkundenwesens (bis 1198). Hier war er bestrebt, eine neue Systematik zu schaffen. Für seine Editionen und Archivberichte erhielt er Zustimmung von Paul Fridolin Kehr, begab sich aber in größere Kontroversen mit Wilhelm Diekamp, Theodor von Sickel und Harry Bresslau. Kern des Expertenstreits war die Frage, wie Urkunden am besten zu faksimilieren seien, der sich dann zum grundsätzlichen Methodikstreit in der Diplomatik ausweitete und nie gelöst wurde. Die meisten päpstlichen Urkunden zwischen 1046 und 1198 sind ausschließlich in seinen Editionen zu finden.
In seiner Archivarzeit entstanden vor allem Forschungsarbeiten zu den Befreiungskriegen. Hierbei veröffentlichte er mehrere Werke, bei denen Hans Dechend als Coautor mitwirkte.
Pflugk-Harttung war Mitglied der Historischen Gesellschaften und Vereine von London, Paris, Rom, Turin und Palermo.

## Schriften (Auswahl)
- Studien zur Geschichte Konrad’s II. Neusser, Bonn 1876 (Digitalisat; zugleich Dissertation, Universität Bonn).
- Norwegen und die deutschen Seestädte bis zum Schlusse des dreizehnten Jahrhunderts. Hertz, Berlin 1877 (Digitalisat).
- Diplomatisch-historische Forschungen. Perthes, Gotha 1879 (Digitalisat).
- Iter italicum. Kohlhammer, Stuttgart 1883 (Digitalisat).
- Reinald von Köln, ein „Reichskanzler“ des Mittelalters. Westermann, Braunschweig 1885 (Digitalisat).
- Die ältesten Culturen. Schottlaender, Breslau 1888 (Digitalisat).
- Geschichtsbetrachtungen. Perthes, Gotha 1890 (Digitalisat).
- Die Anfänge des Johanniter-Ordens in Deutschland besonders in Brandenburg und in Mecklenburg. 1899.
- Der Johanniter- und der Deutsche Orden im Kampfe Ludwigs des Bayern mit der Kurie. Duncker & Humblot, Leipzig 1900 (Digitalisat).
- Die Bullen der Päpste: bis zum Ende des 12. Jahrhunderts. Gotha 1901 (Nachdruck: Olms, Hildesheim/New York 1976, ISBN 3-487-06110-4).
- Deutsche Gedenkhalle. Bilder aus der vaterländischen Geschichte. Verlagsanstalt „Vaterland“, Leipzig/Berlin 1907.
- Rahmen deutscher Buchtitel im 16. Jahrhundert. Lehmann, Stuttgart 1909.
- Der Kampf um die Freiheit der Meere. Trafalgar, Skagerrak. Eisenschmidt, Berlin 1917 (Digitalisat).

Zudem war von Pflugk-Harttung Herausgeber der Weltgeschichte im Berliner Ullstein Verlag (1909).